# FC Tokyo
El FC Tokyo és un club de futbol japonès de la ciutat de Tòquio.

## Història
El club es creà amb el nom Tokyo Gas FC l'any 1935. L'1 d'octubre de 1998 les companyies Tokyo Gas, The Tokyo Electric Power Company, AMPM, TV Tokyo i Culture Convenience Club crearen la Tokyo Football Club Company amb l'objectiu de crear un club per la J. League. El nou club de futbol adoptà el nom de FC Tokyo.
Han guanyat el Japan Regional Promotion Series (1990), el Japan Football League (1998) i la Copa J. League (2004)